# Comitê de Proteção de Qaraqosh
Comitê de Proteção de Qaraqosh (também conhecido como Comitê de Proteção de Bakhdida) é uma milícia armada formada por assírios na província de Ninawa no Iraque. O comitê, formado em 2008, foi organizado através de igrejas locais, e passou a equipar postos de controle e logo estava trabalhando com a polícia iraquiana. 